# Glandon
 Glandon (en occitano Glandon) es una población y comuna francesa, situada en la región de Lemosín, departamento de Alto Vienne, en el distrito de Limoges y cantón de Saint-Yrieix-la-Perche.

## Demografía
| 688 | 621 | 601 | 571 | 709 | 771 | 825 |
| Para los censos de 1962 a 1999 la población legal corresponde a la población sin duplicidades (Fuente: INSEE [Consultar]) |     |     |     |     |     |     |